# Тенгберг, Никлас Август
Никлас Август Тенгберг (швед. Niklas August Tengberg; 26 марта 1832, Гётеборг — 14 ноября 1870, Стокгольм, Швеция) — шведский историк, профессор истории Лундского университета. Доктор философии (с 1853).
В 1855 году стал доцентом, с 1858 года читал лекции по истории в Лундском, а с 1863 г. — в Уппсальском университетах.

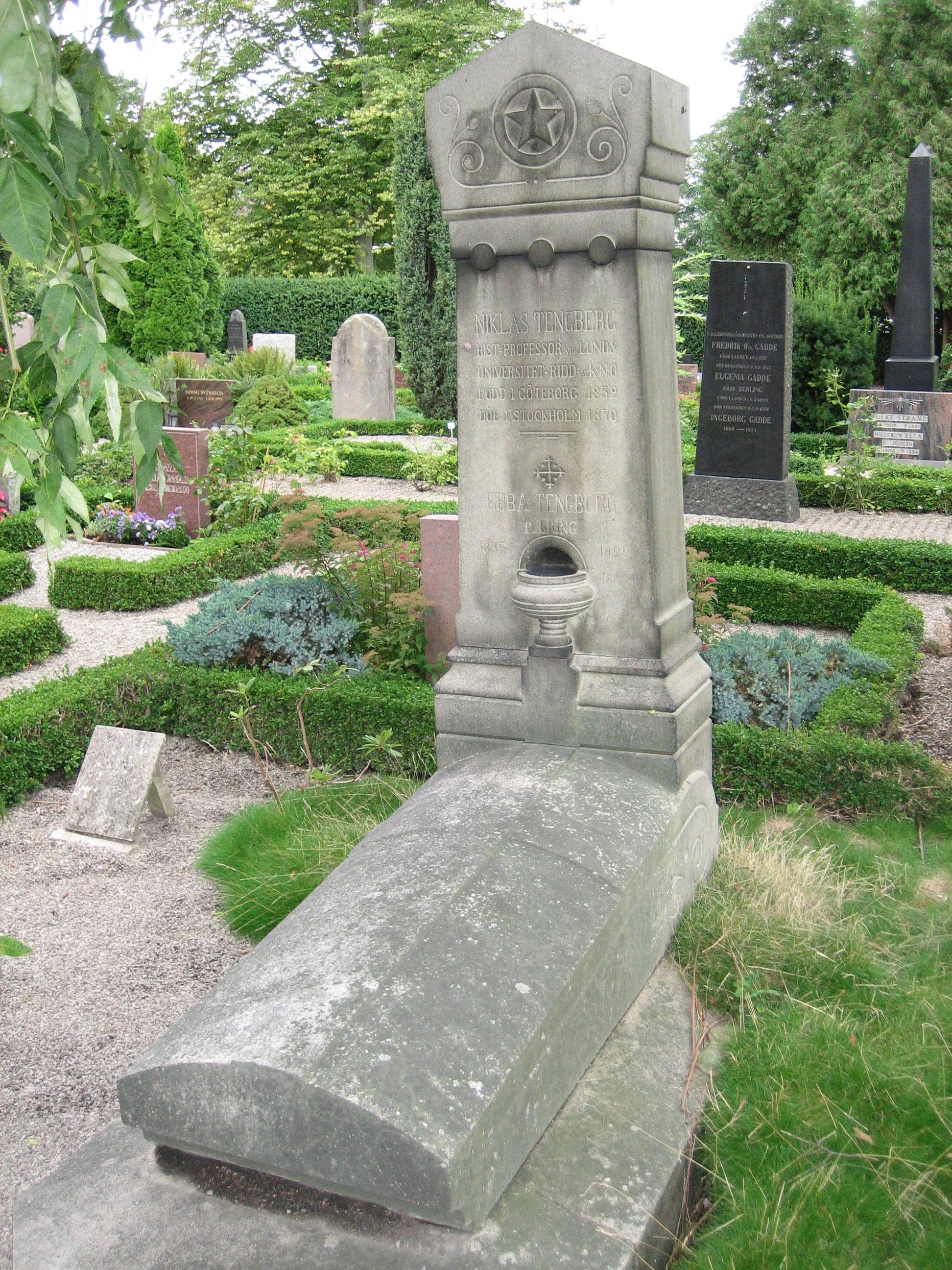
Могила Н. Тенгберга на монастырском кладбище в Лунде

Много времени посвятил архивным занятиям в Берлине, Вене, Париже и Копенгагене.
Автор исторических трудов и исследований, большинство из которых, посвящены XVIII столетию: Эре свободы в Швеции, русско-шведским войнам.
В 1854 г. вышло его исследование о внешней политике Карла XII («Om Sveriges förhâllande till främmande magter under k. Karl XII»); в 1857—1860 гг. — о шведско-русской войне 1741—1743 г.; в 1863 г. — о проектировавшемся северном альянсе императрицы Екатерины II; в 1867 г. — «Omfrihetstiden»; в 1871 г. — о первых годах царствования Густава III до переворота 1772-го года.
Умер от заражения крови после операции. Похоронен на монастырском кладбище в Лунде.